# Gare de Lille-Flandres
Ne doit pas être confondu avec Gare de Lille-Europe.
« Gare Lille-Flandres » redirige ici. Pour la station de métro, voir Gare Lille-Flandres (métro de Lille).
La gare de Lille-Flandres est une gare ferroviaire française, aboutissement de la ligne de Paris-Nord à Lille. Avec le faisceau de voies établi à Fives, elle est au centre d'une importante étoile ferroviaire. C'est la gare principale de la ville de Lille, située en centre-ville, dans le département du Nord, en région Hauts-de-France.
Le terme Flandres est accolé à son nom en 1993, lors de l'ouverture de la gare voisine de Lille-Europe (située sur la LGV Nord). Ce choix est dû à sa situation en Flandre française.
Elle est mise en service en 1848 par la Compagnie des chemins de fer du Nord. C'est une gare de la Société nationale des chemins de fer français (SNCF), desservie par des TGV (TGV inOui et Ouigo), des InterCity (SNCB) et des trains express régionaux (réseau TER Hauts-de-France). La gare de Lille-Flandres est la plus grande gare TER de France en dehors de Paris ; elle est également la seconde gare de province quant à la fréquentation, après la gare de Lyon-Part-Dieu.

## Situation ferroviaire
La gare de Lille-Flandres est établie en cul-de-sac, dans le quartier de Lille-Centre, à 21 mètres d'altitude. Elle est voisine de la gare de Lille-Europe, distante de près de 500 mètres au nord-est. Elle permet de desservir la majorité de l'ancienne région Nord-Pas-de-Calais.
Lille-Flandres se situe au point kilométrique (PK) 250,928 de la ligne de Paris-Nord à Lille, dont elle constitue l'aboutissement. Elle est aussi l'origine de la ligne de Lille aux Fontinettes, qui permet de rejoindre Calais-Ville.
En direction de Paris-Nord, au niveau du faubourg de Fives, quatre autres lignes — dont la gare constitue l'origine du chaînage des PK, sauf pour la ligne Fives – Mouscron — s'embranchent sur la ligne de Paris-Nord à Lille : la ligne de Fives à Abbeville (déclassée au-delà de Saint-Pol-sur-Ternoise), la ligne de Fives à Hirson, la ligne de Fives à Mouscron (frontière) et la ligne de Fives à Baisieux, en direction de Tournai. De plus, à environ 2 200 mètres au nord-est, les jonctions du Lion d'Or permettent aux trains utilisant la ligne Fives – Mouscron d'atteindre la gare, en empruntant une courte section de la ligne Lille – Calais.
La gare constitue ainsi le centre d'une importante étoile ferroviaire à six branches (sept si l'on compte le court raccordement à la ligne de Fretin à Fréthun — branche de Calais de la LGV Nord, sur la ligne de Fives à Hirson).

## Histoire

### Origine
Le 15 février 1838, la Chambre des députés est amenée à se prononcer sur un projet de loi pour rendre prioritaire l'établissement d'un chemin de fer de Paris à Lille avec un embranchement sur Boulogne par la vallée de la Somme, mais elle le repousse car il doit être réalisé par l'État alors qu'il n'y a pas de financement prévu.

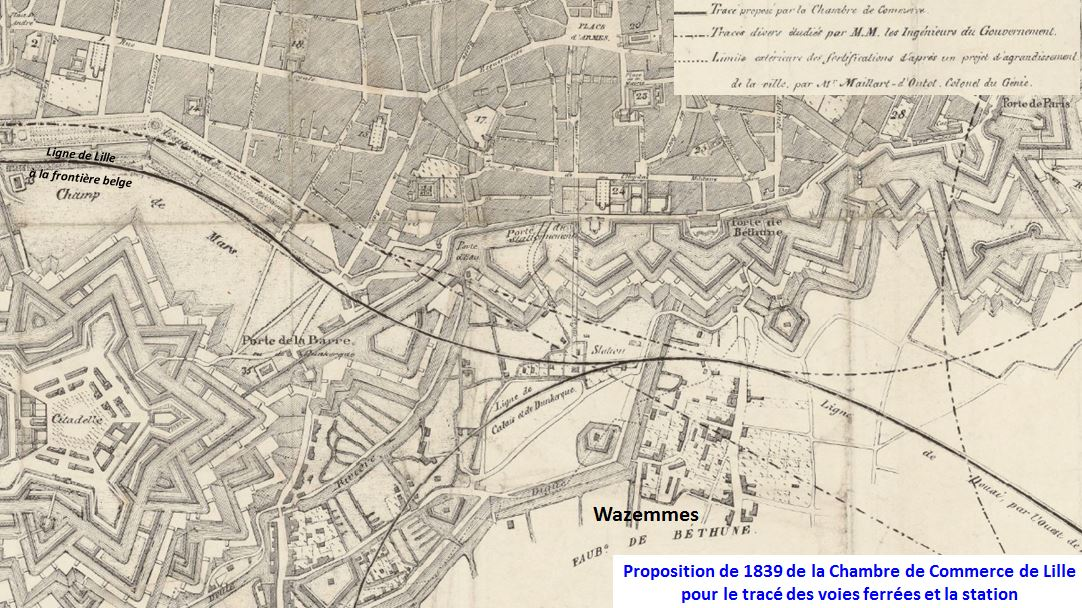
Proposition de tracé de la Chambre de Commerce de Lille, en 1839.

Un premier tracé fut proposé en 1839 par la Chambre de commerce de Lille avec une station située au sud de la ville, entre l’enceinte fortifiée et la digue d’inondation, soit à l’emplacement de l’actuelle place de Strasbourg, à la jonction des futures lignes en provenance de Douai, Calais, Dunkerque et de la frontière belge.
Ce projet avait le soutien de la commune de Wazemmes, sur le territoire de laquelle la station aurait été établie.
Une extension de l’enceinte fortifiée, envisagée à cette date, aurait englobé cette gare et le faubourg de la Barre, soit le territoire compris approximativement entre la citadelle à l'ouest, l’emplacement actuel de la rue Solférino au sud et l'actuelle place de République à l'est.
Cet agrandissement était plus modeste que celui décidé en 1858, puisqu’il aurait laissé hors de l’enceinte Esquermes, Moulins et la plus grande partie de Wazemmes.
Les surfaces disponibles étaient cependant suffisantes pour les installations ferroviaires et le transbordement fluvial.
Les Lillois doivent patienter, jusqu'à la loi du 15 juillet 1840, pour avoir une concrétisation d'un projet de chemin de fer aboutissant sur la ville et la mettant en relation avec le réseau des chemins de fer de Belgique. En effet, cette loi met à la disposition du gouvernement un crédit de 10 millions de francs pour réaliser les chemins de fer de Lille et de Valenciennes à la frontière avec la Belgique. L'administration engage des moyens pour que les travaux puissent être rapidement exécutés, mais des « circonstances politiques » ralentissent le processus en faisant craindre qu'il y ait d'autres priorités pour l'utilisation des crédits alloués. Le problème est résolu par la loi du 25 juin 1841, relative aux travaux publics extraordinaires, qui précise l'attribution des crédits destinés aux chemins de fer exécutés par l'État, en régularisant les exercices 1840 et 1841 et en attribuant notamment 4 500 000 francs pour les chemins de fer de Lille et Valenciennes à la frontière belge, le solde étant attribué à de nouveaux crédits ouverts pour les exercices de 1842 et 1843. Les travaux de la ligne de Lille [élément de l'actuelle ligne de Fives à Mouscron (frontière)] débutent en juillet 1841. En novembre 1842, une première section, entre Roubaix et Mouscron, est achevée, ce qui permet sa mise en service et des relations avec la gare belge de Courtrai.
Le chantier du tronçon de Roubaix à Lille avance, mais l'emplacement de son terminus à Lille est suspendu au résultat des intenses tractations entre l'administration des chemins de fer, les militaires, la municipalité et d'autres groupes de pressions locaux. Ces discussions butent sur le choix entre deux options, une gare intra muros, en impasse, ou une gare extra muros, de passage. Une première proposition de l'administration, qui propose « une station intérieure avec débarcadère pour les voyageurs, remises de locomotives, de voitures et dépendances », est rejetée par la commission municipale ; celle-ci y voit une gare incomplète nécessitant l'ouverture extra muros d'« une station plus grande et plus importante que la première […] qui appelle à elle tout le mouvement des marchandises, le personnel de la douane, et tout ce qui se rattache à un grand mouvement d'affaires commerciales ». Ce refus entraîne une nouvelle proposition, avec une gare intérieure disposant de toutes les installations nécessaires pour les voyageurs, les marchandises et le service de l'exploitation. Mais cette deuxième mouture ne semble pas réalisable, du fait d'un espace disponible restreint sans avoir à faire des expropriations de propriétés de valeur. Le 10 janvier 1843, les différentes parties acceptent le principe d'une solution de compromis avec une gare sur deux sites, l'un intra muros et l'autre extra muros.

### Débarcadère puis stationextra murosà Fives (1843 – 1844)

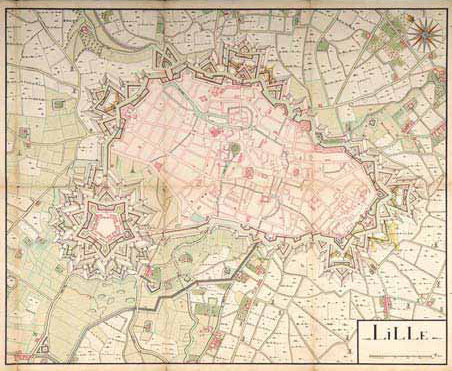
Ancien plan de la ville, qui néanmoins montre bien le problème pour l'installation d'une gare intra muros.

En juin 1843, le dernier tronçon est en passe d'être achevé avec la pose des rails sur la commune de Fives, près du cimetière. Pour permettre une ouverture rapide de l'exploitation, l'ingénieur des chemins de fer Bussche propose d'« établir la station provisoire, en tant que point d'arrêt accessible aux voyageurs et permettant la manutention de marchandises et celle du matériel. Cette station contiendrait : un bâtiment pour les voyageurs, un bureau de douane avec salle de visite, un hangar à marchandises, une ou deux remises à locomotives, et un atelier de petites réparations pour le matériel ». Par ailleurs, il prévoit deux rues pavées, larges de douze mètres, pour permettre le dégagement rapide des débarquements. La municipalité réagit négativement, car elle trouve les installations proposées trop importantes par rapport à celles prévues pour la gare intra muros. Elle demande une nouvelle proposition, avec clairement une différence d'importance au profit de la station intra muros et, par contre, est satisfaite que le projet sur Fives soit dénommé « station provisoire », ce qui, à son avis, devrait permettre l'évolution vers l'établissement d'une gare complète intra muros lorsque les travaux d'accès à travers les fortifications s'achèveront. Mais le préfet incite la municipalité à la prudence en lui indiquant que le ministre et les chambres risquaient de refuser le financement d'une « station provisoire » et d'imposer une « gare extérieure définitive », ce qui aurait pour effet de limiter l'importance de la « gare intérieure ».
La municipalité se rend à ce conseil et demande la création rapide d'une station provisoire établie à ses frais extra muros, au lieu-dit « Le Lion-d'Or », vers le faubourg Saint-Maurice, en limite de la zone de servitude militaire non ædificandi, sur la commune de Fives. Ce projet est accepté et une station (ou débarcadère) provisoire est construite. Un correspondant du Journal des chemins de fer indique que l'ouverture de l'exploitation de la ligne a eu lieu le 2 juillet sans inauguration et que la station provisoire de Lille est située « au pont-du-Lion-d'Or à un quart de lieue de la ville », près « du sommet de la courbe que décrit le grand déblai de Mons-en-Barœul, tout à côté de la chaussée ». Il mentionne, en outre, que les travaux sont en cours pour l'achèvement des clôtures et des « baraques destinées aux bureaux » et qu'il reste encore à construire les escaliers pour descendre et monter le talus ainsi qu'un trottoir, large de deux mètres, qui doit relier la station aux portes de la ville. Les travaux du débarcadère sont achevés le 6 juillet.

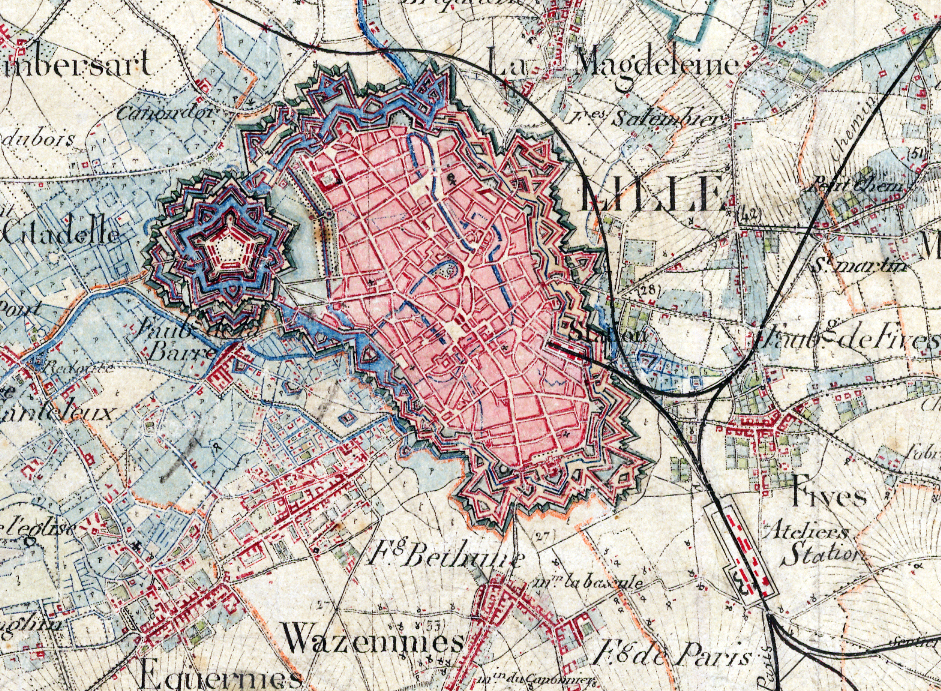
Détail d'une carte d'état-major, avec des levées de 1824 et 1825, sur laquelle a été ajouté le tracé des lignes ferroviaires avant 1860. Le premier débarcadère était proche de la partie droite du triangle.

Pendant ce temps, les projets se succèdent sans qu'un accord soit trouvé. Le génie militaire montre par son attitude une forte hostilité à la présence d'une gare intra muros. Il multiplie les objections envers les différentes propositions, notamment sur la manière dont doit être pratiqué le passage des voies à travers les fortifications, au point de provoquer la colère de l'ingénieur Bussche qui écrit qu'ils ne veulent pas de stations pour l'une des plus grandes villes du territoire. Mais finalement, les plus hautes autorités, les ministres des Travaux publics et de la Guerre, donnent en juillet et août 1843 un avis favorable au tracé de la ligne et à la création de deux stations pour la ville, l'une extra muros et l'autre intra muros.
L'emplacement définitif de la station extra muros est situé au Mont-de-Terre, sur la commune de Fives ; le chemin vicinal qui y mène est renommé « rue du Long-Pot ». Les travaux de construction de la nouvelle station, terminus de la ligne en service mais future gare de passage de la ligne du Nord, débutent en septembre 1843 et elle est mise en service le 25 janvier 1844. Ce même jour, le débarcadère provisoire est fermé et abandonné.
Cette même année, un nouveau tracé de la ligne Paris – Lille propose, avec une étude des coûts, par Robert Stephenson, réactive le projet de 1838. La loi du 26 juillet 1844 définit la ligne de Paris vers la Belgique et l'Angleterre, qui passe par Lille, et autorise l'État à en préparer l'exploitation. Les travaux débutés l'année précédente avancent rapidement, d'autant qu'il n'y a pas de tunnels et que l'État décide de faire passer à niveau les nombreuses routes, y compris les grandes routes royales. Le projet prévoit pour Lille une station en impasse à l'intérieur des fortifications ; Fives sera une station de passage.

### Construction et ouverture de la gareintra muros(1845 – 1848)
Le choix de l'emplacement de la gare principale de Lille, intra muros et en cul-de-sac, est décidé le 10 janvier 1845.
Le site choisi est celui de la caserne des Buisses, situé entre l’enceinte de la fin du XIIe siècle ou début XIIIe siècle, qui englobait les deux paroisses de Saint-Sauveur et de Saint-Maurice, et celle construite en 1617-1622 lors de l’agrandissement qui étend la ville au nord. Le terrain où était établie la caserne était un rectangle allongé à l’arrière de la rue de l’Abbiette, actuelle rue de Tournai, entre l’ancien rempart supprimé et la nouvelle fortification, assez rapprochés à cet endroit, les deux enceintes se rejoignant à la porte de Fives, remplacée en 1670 par la porte de Tournai à proximité, situées approximativement à l’emplacement de la Cité administrative. La démolition de l’enceinte du Moyen Âge s’est accompagnée du comblement de son fossé extérieur, contrairement à d’autres parties de la ville où celui-ci est transformé en canal intérieur après l’agrandissement de la ville (canal des Hibernois, canal des Sœurs-Noires, canal du Pont de Flandre). La gare s’étend également sur le terrain de l’ancien rempart, de son fossé et sur une partie des jardins de l’ancien couvent des Dominicaines de l’Abbiette, fondé en 1276 par Marguerite de Constantinople, transféré en 1344 rue de l'Abbiette (rue de Tournai), puis fermé à la Révolution. Les accès à la gare sont exigus, limités à une petite place au nord, établie par la démolition de deux maisons à l'extrémité de la rue des Buisses, une sortie rue de Tournai et une façade sans dégagement à l'arrière de la petite rue Sainte-Marie-Madeleine (disparue lors de la création de la place de la Gare de 1867).

Emplacement de la gare sur d'anciens plans de Lille
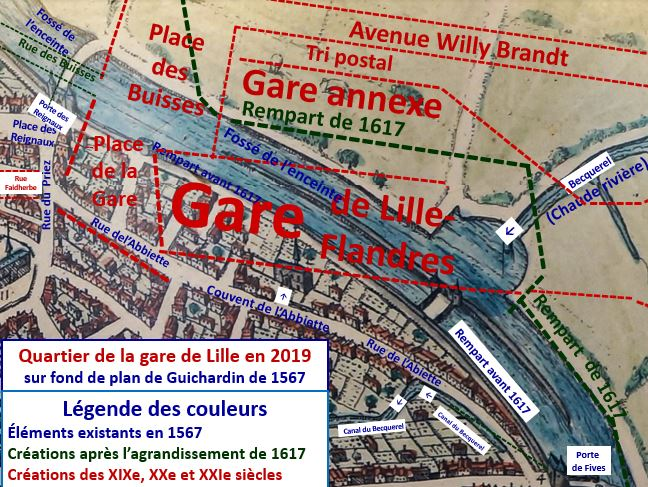
Plan Guichardin de 1567.
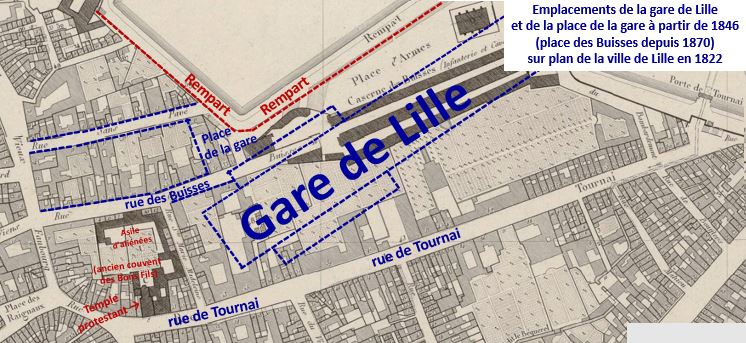
Plan de 1822.
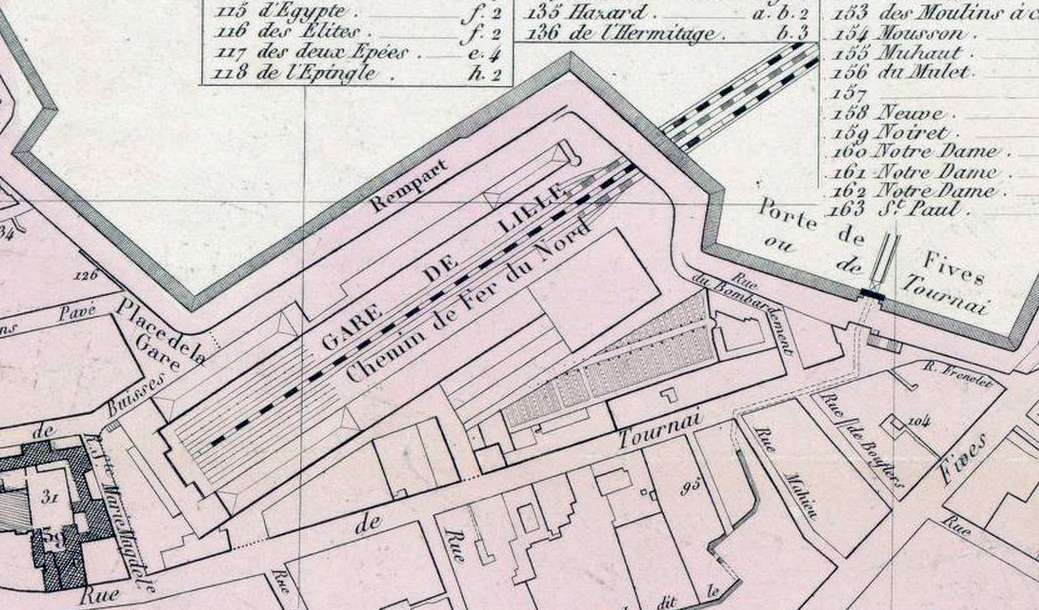
Détail du plan de 1857.

La gare doit comprendre des installations pour les voyageurs et les marchandises. Il s'agit d'une base indispensable, qui doit être ensuite complétée en fonction des besoins. Il est également prévu qu'elle soit reliée par deux voies s'embranchant sur la ligne principale, afin de permettre aux trains directs, n'ayant la gare ni comme point d'arrivée ni comme point de départ, d'éviter de perdre du temps par des manœuvres de rebroussement. Le chantier est ouvert le 16 janvier. C'est l'architecte Alfred Armand qui conçoit les bâtiments (principalement en fer, en verre et en briques) et dirige le chantier.
La grande ligne du Nord, en cours de construction par l'État, est adjugée le 9 septembre 1845 à la Compagnie anonyme du chemin de fer du Nord, présidée par James de Rothschild, dont les statuts sont approuvés le 20 septembre. Elle reprend les travaux déjà effectués par l'État, qu'elle rembourse des sommes par lui dépensées, et devient le concessionnaire et l'exploitant des lignes qui passent par la ville mais également des stations. De ce fait, elle devient l'un des acteurs du chantier de la gare intra muros et elle souligne, comme la commission des chemins de fer, l'insuffisance des installations de la nouvelle gare et notamment du manque de longueur utile. Elle propose de participer à hauteur de 250 000 francs à l'achat des terrains permettant d'allonger la gare jusqu'à la place des Reignaux, mais « somme » la ville de prendre rapidement les mesures nécessaires pour que les travaux soient effectués. La compagnie ouvre à l'exploitation la section d'Arras à Lille le 1er avril 1846, et prépare l'inauguration officielle de l'ensemble de la ligne avec de nombreux invités qui vont circuler entre Paris et Bruxelles avec, notamment, une nuit passée à Lille. Pour cette inauguration, la ville, aidée par Jules Janin, commande à Hector Berlioz une œuvre pour célébrer l'évènement. Le musicien compose Le Chant des chemins de fer, cantate pour ténor solo, chœur et orchestre, qu'il va diriger lui-même devant un public de 700 invités, dont d'importantes personnalités politiques et culturelles, notamment Victor Hugo, Ingres et Lamartine,. La compagnie profite de cette occasion pour faire pression sur la municipalité en laissant, le 14 juin 1846, les trains s'arrêter en dehors des fortifications, alors qu'il était possible de les faire entrer dans la nouvelle gare en construction par deux passages sous voûtes qui permettent le franchissement par deux voies, et en obligeant ainsi l'ensemble des invités à faire le parcours à travers les murs à pied pour rejoindre le débarcadère de Fives. L'ouverture officielle de l'exploitation de la ligne a lieu le 21 juin.

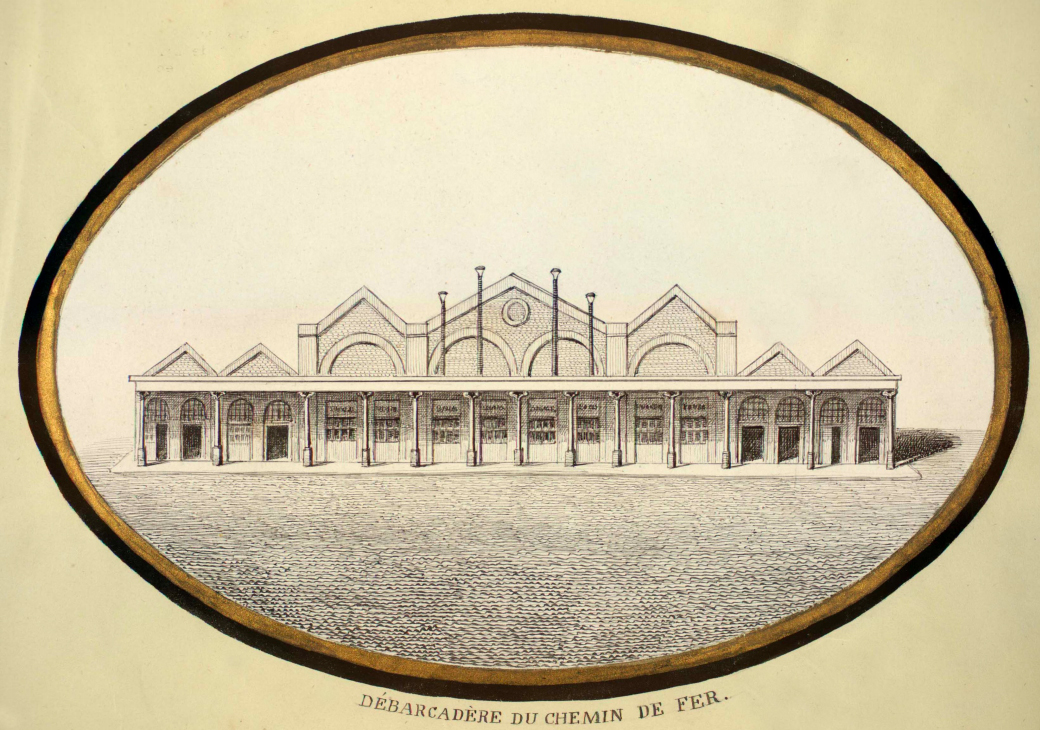
Le débarcadère d'Alfred Armand (vue d'artiste par Baron, en 1860).

Le 24 décembre de la même année, la compagnie interpelle la ville, en lui précisant qu'elle ne réaliserait pas les projets d'agrandissement de la gare si elle ne donnait pas la garantie de prendre en charge les conséquences négatives de procès éventuellement engagés par des propriétaires expulsés, ayant des exigences supérieures à ce qui était raisonnablement possible de proposer pour l'acquisition des terrains nécessaires. Au sein du conseil municipal, le maire doit expliquer, aux partisans du refus de cette garantie, que la compagnie n'a pas un besoin vital de cette amélioration de la gare, car elle peut reporter une partie de l'exploitation sur la station de Fives au détriment des intérêts de la ville. Par contre, donner une suite positive à ces exigences engage la compagnie à construire un « embarcadère presque aussi grand et aussi vaste que celui de Paris ». La gare intra muros est ouverte au service des voyageurs en avril 1848, et elle est bénéficie de relations avec Dunkerque et Calais à partir de 1850. Dès cette époque, Lille est perçue comme un « carrefour nord-européen », ce qui permet à la compagnie de mettre en vente des « billets internationaux ».

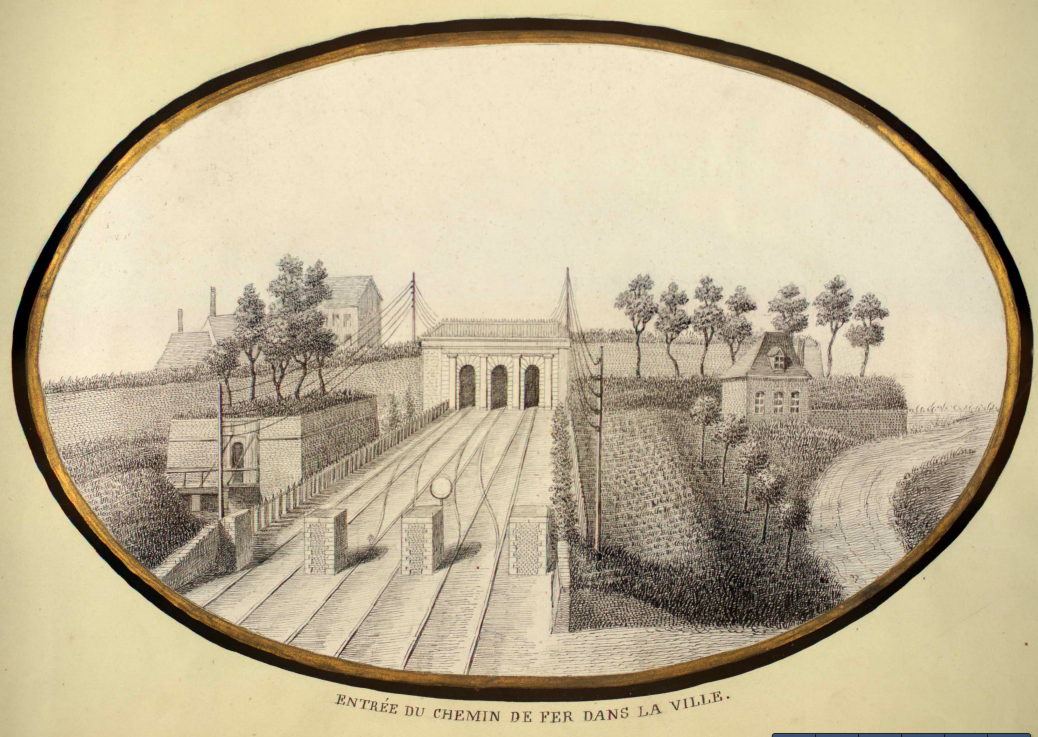
Le passage des voies dans les fortifications (vue d'artiste par Baron, en 1860).

Néanmoins, la « gare de Lille » est toujours double avec sa gare intra muros, qui reste principalement un débarcadère voyageurs, et la gare de Fives qui, du fait du trafic marchandises et de diverses autres activités ferroviaires, permet un important développement du faubourg. Un troisième percement des remparts vers 1858 permet le passage d'une voie supplémentaire pour la gare intra muros. Cette situation va perdurer jusque dans les années 1860, après l'intégration de la commune de Fives dans celle de Lille en 1858,, année où le trafic voyageurs de la gare atteint 622 744 voyageurs (hors abonnements).

### Aménagements et agrandissement (1865 – 1870)
Lors de l'assemblée générale des actionnaires de la Compagnie du Nord, le 30 avril 1866, le vice président Delebecque donne plusieurs informations concernant le chemin de fer à Lille. Les installations de la nouvelle gare de marchandises, ouverte en 1865 dans le quartier Saint-Sauveur, étant déjà saturées, il est prévu de construire d'autres halles sur les terrains disponibles, afin d'augmenter sa capacité qui est de cinq halles. Un point important concerne les décisions prises pour résoudre le problème récurrent de l'insuffisance des espaces voyageurs de la gare de Lille. La ville va créer, à ses frais, une grande place devant la gare, qui remplace l'ancienne place de la Gare exigüe (actuellement la place des Buisses), et s'est engagée à ouvrir une large voie routière reliant cette place au théâtre afin de faciliter la communication entre la gare et le centre-ville. Quant à la compagnie, elle va construire en avant de la grande halle un nouveau bâtiment voyageurs disposant d'un vestibule, de bureaux et de salles d'attente. Cela permet d'augmenter la qualité du service, sans avoir à faire des acquisitions de nouveaux terrains ni de diminuer l'espace existant. Cette nouvelle construction est alors en cours.

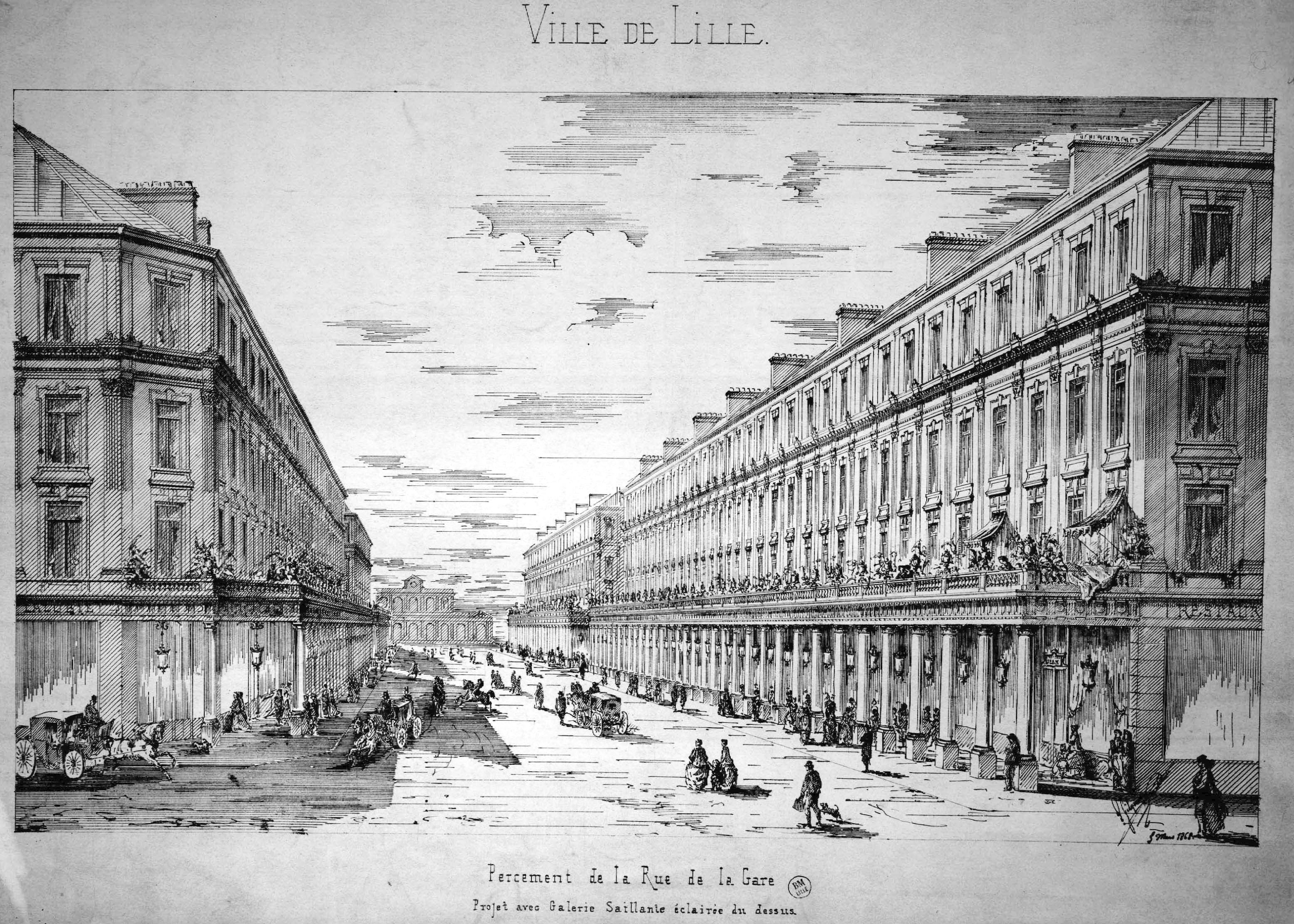
L'un des projets pour l'aménagement de la nouvelle rue de la Gare, présenté en 1868 par Louis Gilquin.

Le nouveau bâtiment est construit en remontant la façade de pierre de 1846 de l'édifice de l'« embarcadère » de la gare du Nord de Paris, dont l'architecte était Léonce Reynaud. C'est l'architecte de la compagnie, Sidney Dunnett, qui se charge de cette prouesse architecturale. Néanmoins, comme il n'était constitué que d'un rez-de-chaussée, la compagnie, pour satisfaire les Lillois, lui a fait ajouter un étage et un fronton avec une horloge, l'ensemble étant de style néo-classique,. Les nouvelles installations, mises en service en 1867, donnent sur une place de la Gare, récemment créée en face du nouveau bâtiment.

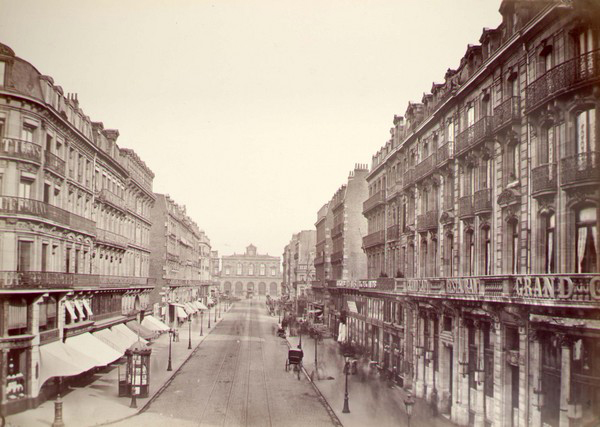
La nouvelle rue de la Gare, avec les rails du tramway, et au fond la gare (1878).

De 1869 à 1870, la ville fait réaliser une percée de type « haussmannien », la rue de la Gare, renommée rue Faidherbe, qui relie la place de la Gare au théâtre, ce qui nécessite la démolition du marché aux Poissons (également appelé Minck), de l'ancienne halle échevinale, et aussi de l'habitat et des lieux de travail d'un quartier peuplé d'artisans et de gens modestes. La « rue de la Gare » est ouverte l'année où la fréquentation annuelle de la gare dépasse le million de voyageurs, avec 1 081 538 (hors abonnements).
Ces nouveaux espaces ouverts devant la gare vont permettre, dès 1874, sa desserte par les premières « baladeuses » tractées par des chevaux de la compagnie des Tramways du département du Nord (TDN), qui a obtenu la concession du réseau urbain de la ville et ouvert en juin deux lignes d'une longueur totale de sept kilomètres dans le centre-ville. D'autres lignes intra muros sont ouvertes les années suivantes et, en 1876, l'autorisation donnée par le ministre de la Guerre pour le passage des ponts-levis des portes permet au réseau une extension extra muros.

### Projets et grand chantier de la fin duXIXesiècle
En 1880, la couverture du « comble de la halle aux voyageurs », datant de 1847, est refaite à neuf, et divers autres travaux d'améliorations sont effectués, notamment : l'agrandissement de la chaufferetterie et du bâtiment servant d'abri pour les agents du service de la traction, et une révision des signaux avec installation de transmissions rigides avec enclenchements. En 1883, de nouvelles améliorations importantes concernent la gare de Lille, comme l'installation d'un réservoir d'eau et la modification des salles d'attente, mais le point le plus important est la démolition des voûtes du passage des voies dans les fortifications et l'établissement d'un passage en tranchée.
Au début de cette décennie, le dossier d'une gare de passage pour Lille refait surface, du fait de l'existence des vastes espaces militaires non ædificandi qui n'ont plus de réelle utilité pour la défense de la ville. Alfred Mongy, chef du service des travaux municipaux de la ville de Lille, propose d'y créer une gare de passage. Ce projet de la municipalité consiste en un recul de la gare d'environ 500 mètres vers l'extérieur des fortifications. La Chambre de commerce n'est pas du même avis ; elle propose un projet sur le même site, avec simplement un recul de 80 mètres pour agrandir la place de la Gare et la création d'une « gare centrale unique » avec une façade monumentale, suivant en cela l'avis de ses membres liés au commerce, qui ne veulent pas d'une distance plus importante entre la gare et leurs établissements.
Le conseil général du département, lors de sa séance du 1er septembre 1881, prend prétexte de l'intention de la Compagnie du Nord de supprimer deux passages à niveau à Fives et Saint-Maurice pour émettre un vœu plus général concernant la gare. Le rapporteur de la commission rappelle que la gare de Lille pose plusieurs problèmes depuis sa création ; il indique notamment que ses voies et embranchements ne sont pas bien disposés, que sa pénétration en ville est située dans un espace trop étroit, que l'accroissement de sa desserte montre bien que sa nature de « gare terminus » est un « grave inconvénient » et que des modifications de détails ne vont qu'aggraver la situation et rendre difficile la réalisation de modifications majeures dans l'avenir. Il rappelle que la partie nord-est des fortifications doit bientôt disparaître et donne comme solution de déplacer la gare en la reculant sur ces grands espaces, ce qui doit permettre à la compagnie d'aménager une gare de passage avec toutes les installations nécessaires pour un bon fonctionnement. Le problème du coût lui semble devoir être facilement résolu par la vente des terrains de l'emplacement actuel, mais aussi par un aménagement urbain des anciennes zones militaires. Cette situation lui paraît une véritable opportunité qui justifie d'émettre le vœu ainsi rédigé : « il y a lieu d'étudier un vaste projet de modifications de la gare de Lille, de ses abords et des lignes qui s'y raccordent, en vue de placer la gare de Lille dans des conditions permettant un meilleur trafic et donnant, aux besoins de l'avenir, les plus larges et les plus entières garanties. ». Après discussion, le vœu est adopté.
Ces projets ne sont pas concrétisés, car la Compagnie du Nord, soucieuse de limiter les coûts, répond à la saturation des installations par un projet de restructuration de la gare existante, présenté en 1884. Il comprend notamment la conservation du bâtiment voyageurs en façade et la reprise des anciennes installations situées en arrière, avec la construction d'une grande halle, sur la façade latérale de la rue de Tournai, d'un hôtel des voyageurs, et un réaménagement des installations situées au rez-de-chaussée pour les départs et les arrivées. Le chantier, confié à l'architecte Sidney Dunnett, est ouvert en 1887 et achevé en 1888 pour la construction de l'hôtel des voyageurs et le réaménagement intérieur, puis ouvert en 1889 et achevé en 1892 pour la grande halle.
La grande halle dispose d'une structure en treillis riveté suivant le modèle de charpente « de Dion trois points », du nom de son inventeur Henri de Dion qui l'a mis en pratique sur la halle de la galerie des machines de l'Exposition universelle de 1878. Forme intermédiaire entre la charpente à pignon (Polonceau) et celle à arc, elle a ici une portée de 65,36 mètres, qui est la plus grande construite en France. Elle comporte seize fermes en fonte d'une seule pièce. Ses dimensions de 27,15 m de hauteur, pour 160 m de longueur et une largeur égale à la portée, lui permettent de couvrir une surface au sol de 4 200 m2. Cette charpente a été construite par la Compagnie de Fives-Lille pour constructions mécaniques et entreprises.
En 1898, le trafic voyageurs de la gare, toujours en progression, est de 4 136 853 voyageurs (hors abonnements).

### De la Première à la Seconde Guerre mondiale
Le projet d'une gare de passage proche du premier débarcadère de Fives, qui aurait remplacé la gare terminus, fait partie des plans d'urbanisme de l'entre-deux-guerres permis par le déclassement en 1919 des anciennes fortifications. Le tracé de la ligne aurait été en souterrain sous le parc Monceau à La Madeleine, puis modifié par l'utilisation de la plate-forme originelle de la ligne de Calais au ras des anciennes fortifications, parcours abandonné vers 1860, remplacé par la ligne actuelle plus éloignée du centre. La ville de Lille aurait supporté une dépense de 303 millions de francs, sur un coût total de 430 millions. Ce projet ne put voir le jour en raison de difficultés financières et de diverses oppositions, mais la préservation de ce terrain non construit facilita l'établissement de la ligne TGV et de la gare de Lille-Europe.
Dans la nuit du 1er au 2 avril 1944, la permanence téléphonique de la gare jouera un rôle crucial pour l'arrêt du massacre d'Ascq.

### La gare annexe
En 1956, la démolition du rempart permet d'agrandir la gare au nord, par l'adjonction de six nouvelles voies.

### La gare depuis l'arrivée du TGV
En mai 1993, le premier TGV en provenance de Paris arrive en gare de Lille-Flandres (ce qui entraîne fin 1999 la disparition des derniers trains classiques via Creil et Longueau, liaison finalement réintroduite début 2021 sous forme d'un TER,). Néanmoins, il existait une liaison province – province avec Lyon, via Longueau et la Grande Ceinture, depuis 1984 (soit neuf ans avant la mise en service de la LGV Nord).
Une passerelle métallique, équipée d'escaliers fixes et mécaniques, dessert l'ensemble des quais, et permet également d'ajouter deux entrées à la gare (centre commercial Euralille, au nord, et rue de Tournai, au sud). Elle est conçue par l'architecte François Deslaugiers.
En 1995, la conférence ferroviaire Eurailspeed s'est déroulée dans la gare. Ainsi, plusieurs pays et organisations ont exposé sur les voies des rames de chaque pays convié. Ainsi, la gare de Lille Flandres s'est vue accueillir un ICE 1, un TGV Duplex, un S-100, un ETR 460, un ETR 500 et un SJ X2.
Au début des années 2000, l'ancien centre de tri du courrier, jouxtant la gare et qui fut desservi par son faisceau de voies, est sauvé de la démolition. Dans le cadre de l'opération « Lille 2004 », il est en effet reconverti, sous le nom de Tri Postal, en un lieu d'expositions et de concerts.
Par ailleurs, la relation par train Lunéa entre Lille et Nice a cessé depuis le 25 juin 2009.
Des travaux ont eu lieu dans la gare, jusqu'en 2013, afin de réorganiser le trafic, pour un coût de 48,5 millions d'euros ; le but est une augmentation globale de la capacité,.
À partir de 2014, les espaces voyageurs de la gare doivent être à leur tour réorganisés, avec la construction d'un centre commercial qui comprendra principalement des boutiques, des bureaux et des services. Les accès seront modifiés, ainsi que les guichets, les écrans et l'accès aux souterrains. La réouverture du hall est intervenue le 18 décembre 2015. Une partie de ces travaux (dont le coût est de 18 millions d'euros) est terminée en août 2016. À plus long terme, une gare souterraine de quatre voies pourrait être créée dans le cadre du projet de service express régional métropolitain Hauts-de-France.
En mars 2014, la gare est la première, avec celle d'Avignon TGV, à bénéficier gratuitement du Wi-Fi.

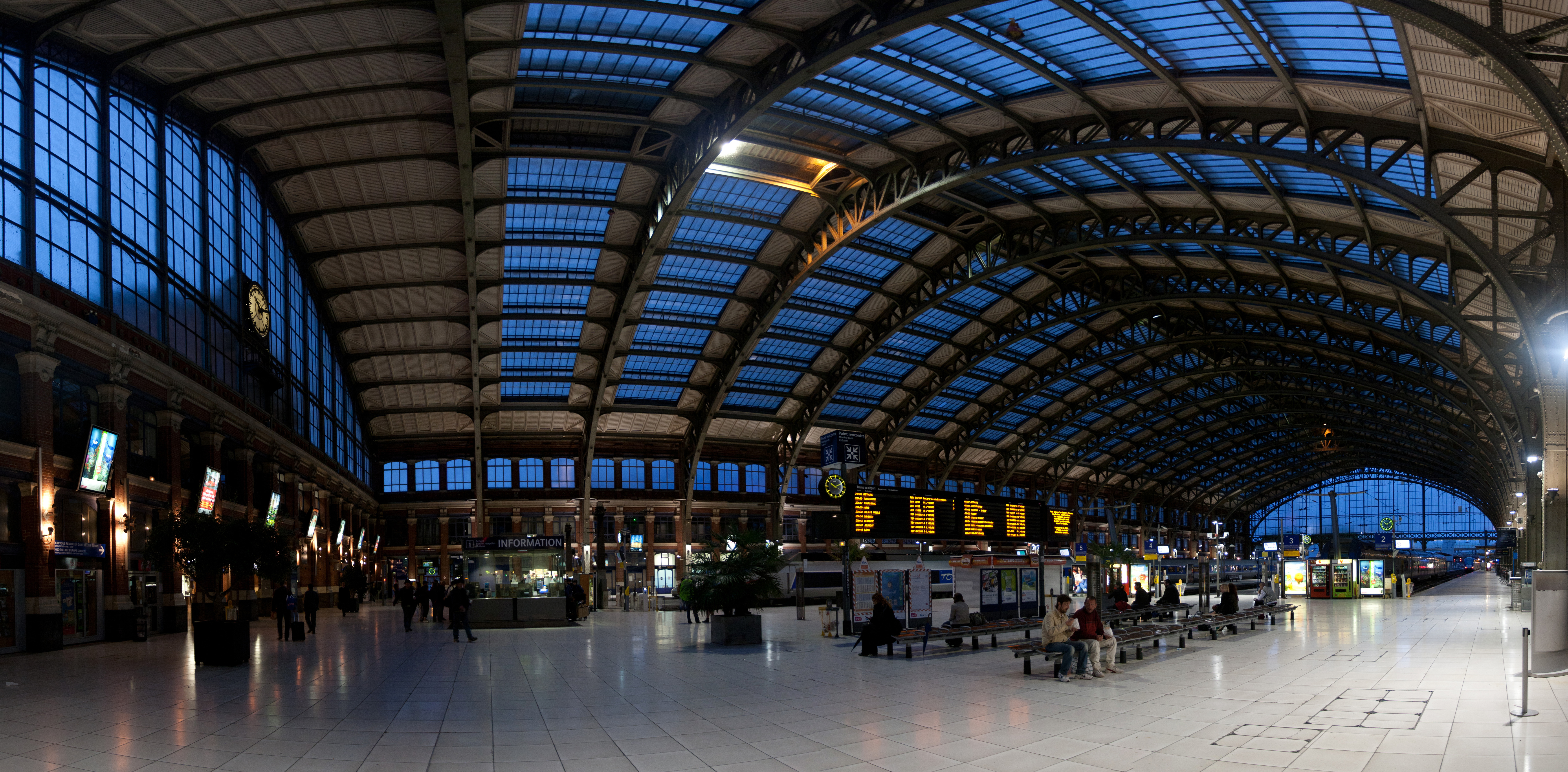
Voies 2 à 9 (partie originelle).
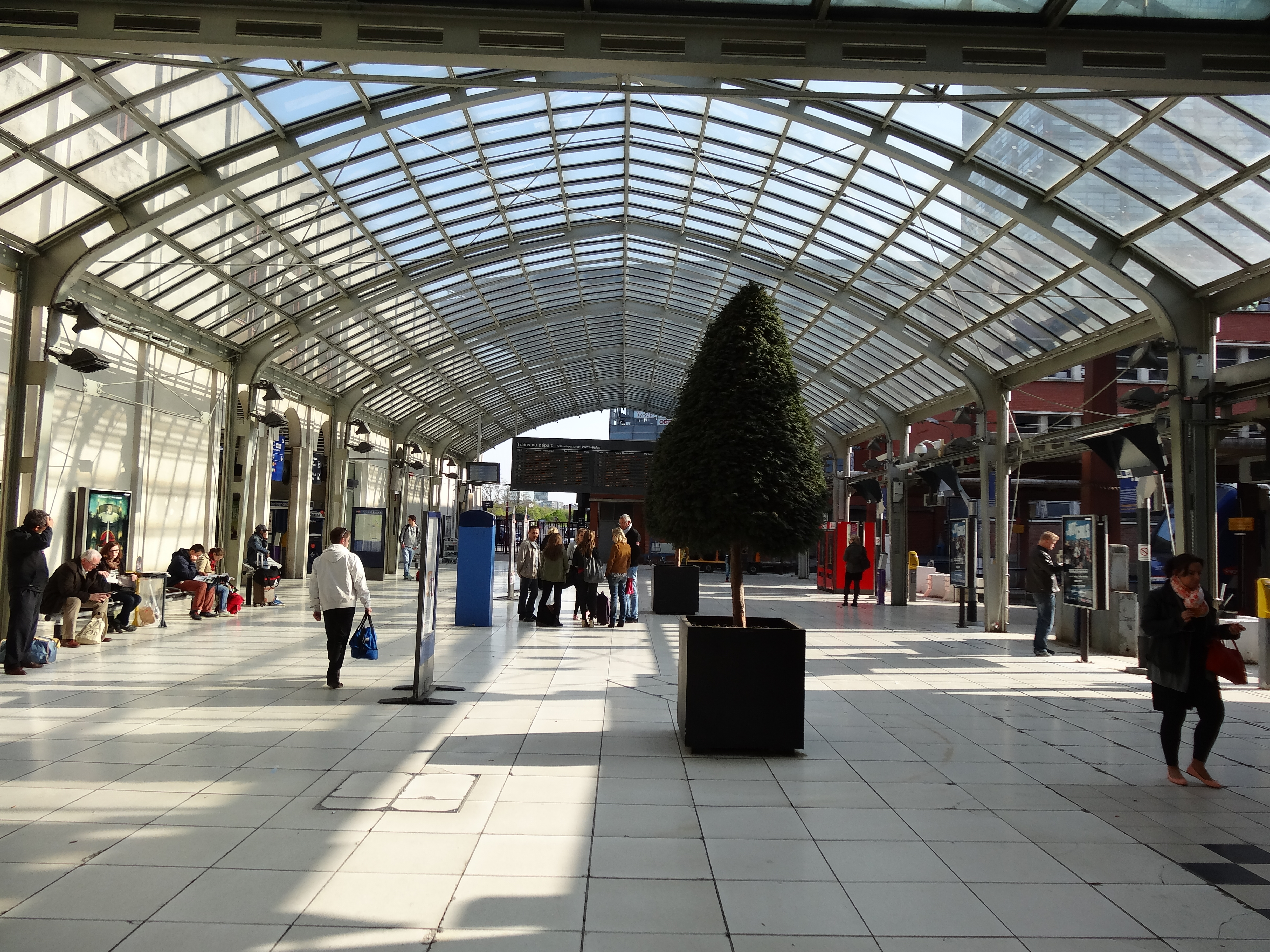
Voies 10 à 16 (partie créée dans les années 1980[65]).
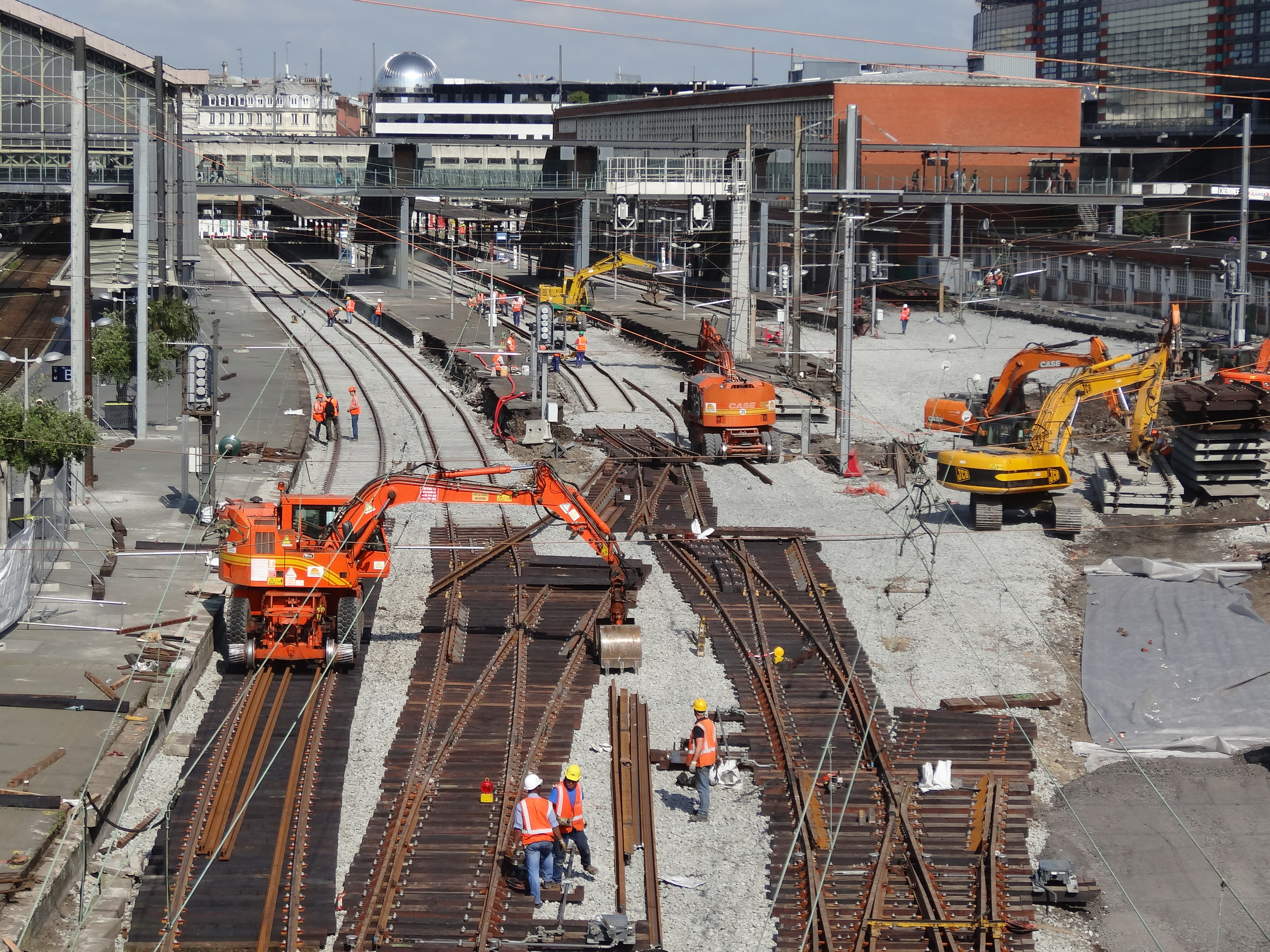
La gare annexe en travaux, le 10 juillet 2013.

## Service des voyageurs

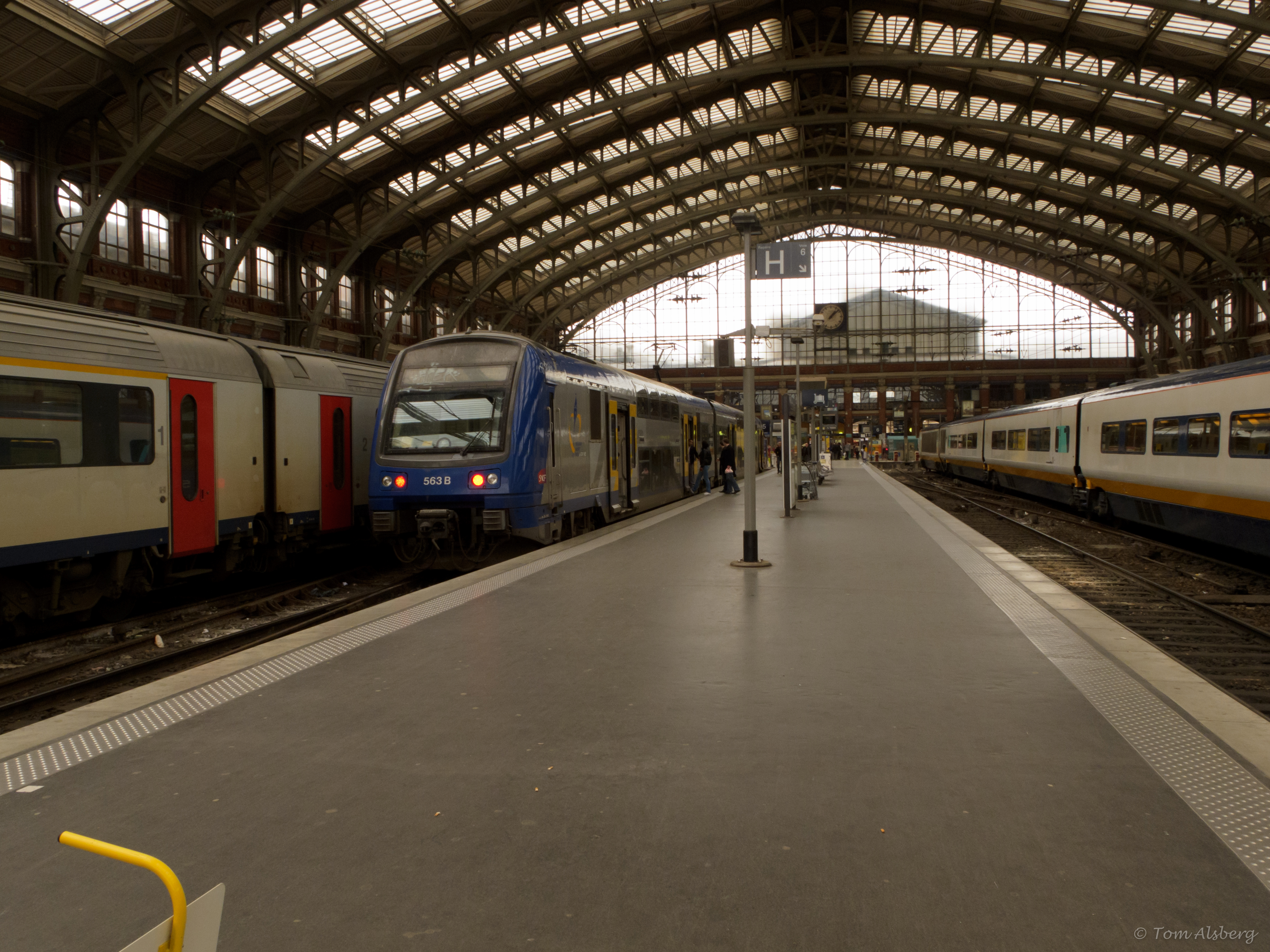
La gare est desservie par la SNCB, les TER et les TGV.

### Accueil
En 2011, 19,8 millions de voyageurs sont passés par la gare.
La gare a un trafic de 21 millions de voyageurs annuels vers 2012 ; elle accueille quotidiennement 80 000 journaliers environ. Elle est la première gare de province pour le trafic TER, et la deuxième tous trafics confondus.
En 2023, la fréquentation annuelle totale est estimée à 30 529 371 personnes ; le nombre de voyageurs en transit s'élève à 24 118 203.

### Desserte
Elle accueille des TGV inOui venant de Paris-Nord, mais aussi de Nantes, Bordeaux, Lyon, etc. (ainsi que Bourg-Saint-Maurice en hiver), en raison de la saturation de la gare de Lille-Europe (ce qui représente 23 % du trafic ferroviaire de Lille-Flandres). À cela s'ajoute le service à bas coûts Ouigo, notamment vers Lyon et Marseille.
Tous les TER Hauts-de-France venant de la région (Amiens, Saint-Quentin, Arras, Douai, Lens, Valenciennes, Jeumont, Hirson, Béthune, Saint-Pol-sur-Ternoise, Hazebrouck, Dunkerque, Calais, Tourcoing, Saint-Omer, etc.), de la Normandie (Rouen), du Grand Est (Charleville-Mézières) et de l'Île-de-France (Paris) y sont terminus. La gare accueille également des trains InterCity (IC ; appelés TER en France) venant de Belgique, assurés par la SNCB : Courtrai, Anvers, Tournai et Namur. Les TER représentent 77 % du trafic.

### Intermodalité

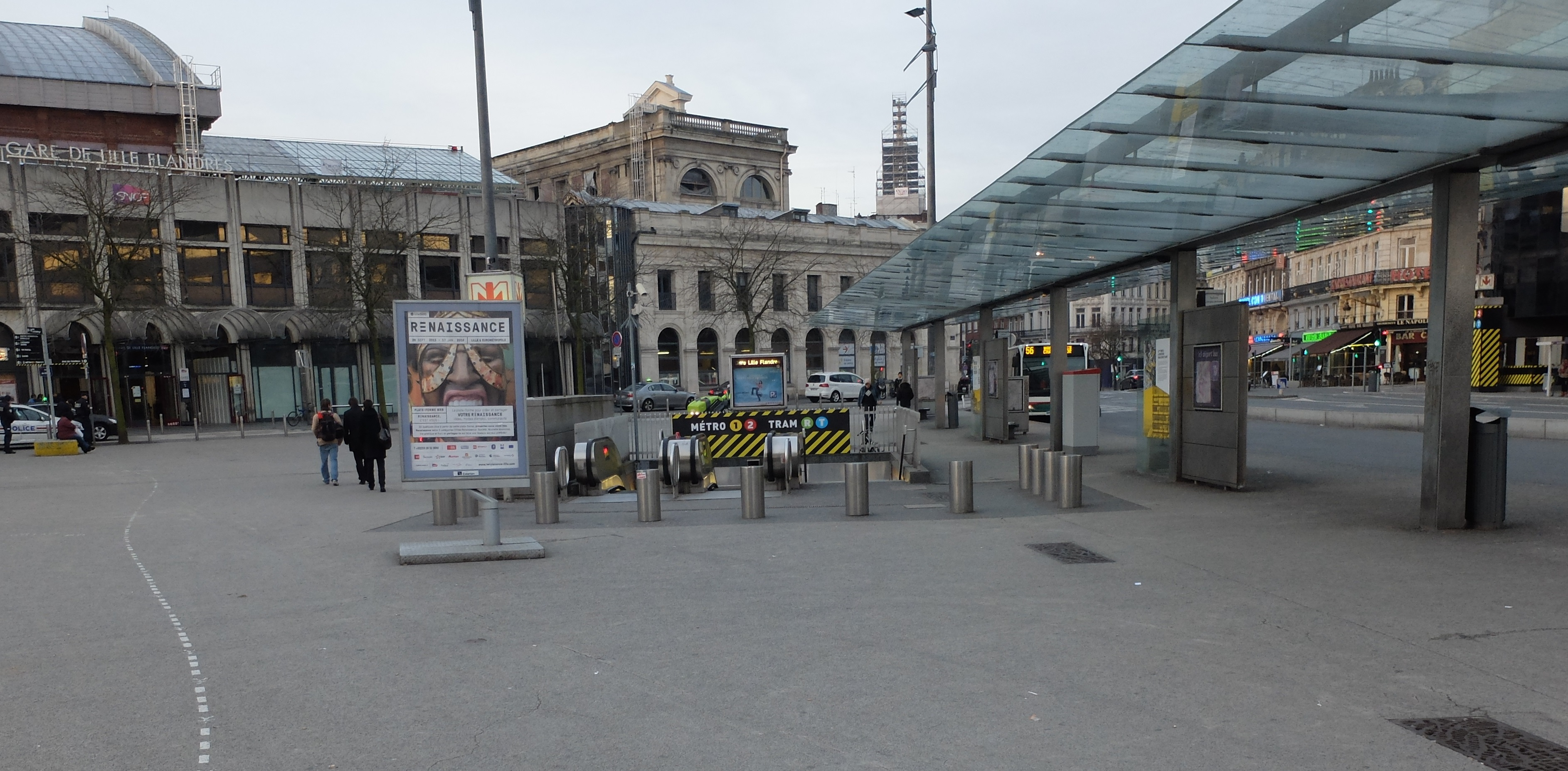
Une entrée de la station de métro.

La gare de Lille-Flandres est devenue, avec l'arrivée du premier métro VAL en 1983-1984, un pôle d'échanges. La gare est modifiée en conséquence pour la connecter avec la station de métro, située sous la place des Buisses. Pour également renforcer ce pôle d'échanges, le terminus du tramway, auparavant situé à proximité de l'opéra, est déplacé à proximité de la station de métro.
Elle est desservie par les transports en commun urbains de Lille — Ilévia —, avec les lignes 1 et 2 du métro, les lignes R et T du tramway, les lignes de bus L5, L90, L91 et L91 Express (Lianes), 9, 10, 14, 50, 51, 86, 88 et N1 (ligne de nuit). À cela s'ajoute la navette Flibco vers l'aéroport de Lille-Lesquin.
Enfin, une importante flotte de taxis stationne à proximité de la gare, sur la place des Buisses, en direction de Lille-Europe. Elle dispose également de plusieurs stations de vélos en libre-service (V'Lille), ainsi qu'une station de voitures en libre-service (Citiz).

## Poste d'aiguillage et de régulation de Lille
Le poste d'aiguillage et de régulation (PAR) de la LGV Nord est implanté dans la gare, depuis la mise en service de cette ligne en 1993. Son entrée, interdite au public pour des raisons de sécurité, est située à proximité du quai de la voie 2.

## Au cinéma
La scène de la gare dans Bienvenue chez les Ch'tis de Dany Boon s'est tournée sur le quai de la voie no 9,. La gare est également visible dans une scène de La Vie d'Adèle.

## Projet de création d'une gare souterraine
Dans le cadre du projet de service express régional métropolitain Hauts-de-France, une gare serait aménagée sous Lille-Flandres, à proximité de l’actuelle station du tramway et des métros. Selon Jacques Golen, qui pilote le projet pour le conseil régional, l'extension souterraine comporterait quatre quais. Lille-Flandres serait alors reliée au bassin minier en 21 minutes.